# Métodos de investigación en línea
Los métodos de investigación en línea u online son las formas en que los investigadores pueden recoger datos a través de Internet. También se conoce como la investigación en Internet, la ciencia de Internet o iScience. Muchos de estos métodos de investigación en línea están relacionados con las metodologías de investigación existentes, pero reinventándolos a la luz de las nuevas tecnologías y las condiciones asociadas con la Internet y medios digitales.

## Algunos métodos específicos incluyen
- Etnografía virtual
- Netnografía
- Entrevistas en línea

- Grupos de discusión en línea
- Análisis de contenido en línea
- Cuestionarios en línea
- Análisis de redes sociales
- Experimentos basados en la web
- Ensayos clínicos en línea

### Ensayos clínicos en línea
Los ensayos clínicos son el corazón de la atención médica actual. Son, sin embargo, tradicionalmente caros y difíciles de realizar. Utilizar los recursos de Internet puede, en algunos casos, reducir la carga económica. En The Journal of Medical Internet Research, se encuentran los antecedentes y la metodología de los ensayos clínicos en línea y listas de ejemplos.